# 利比蒂娜

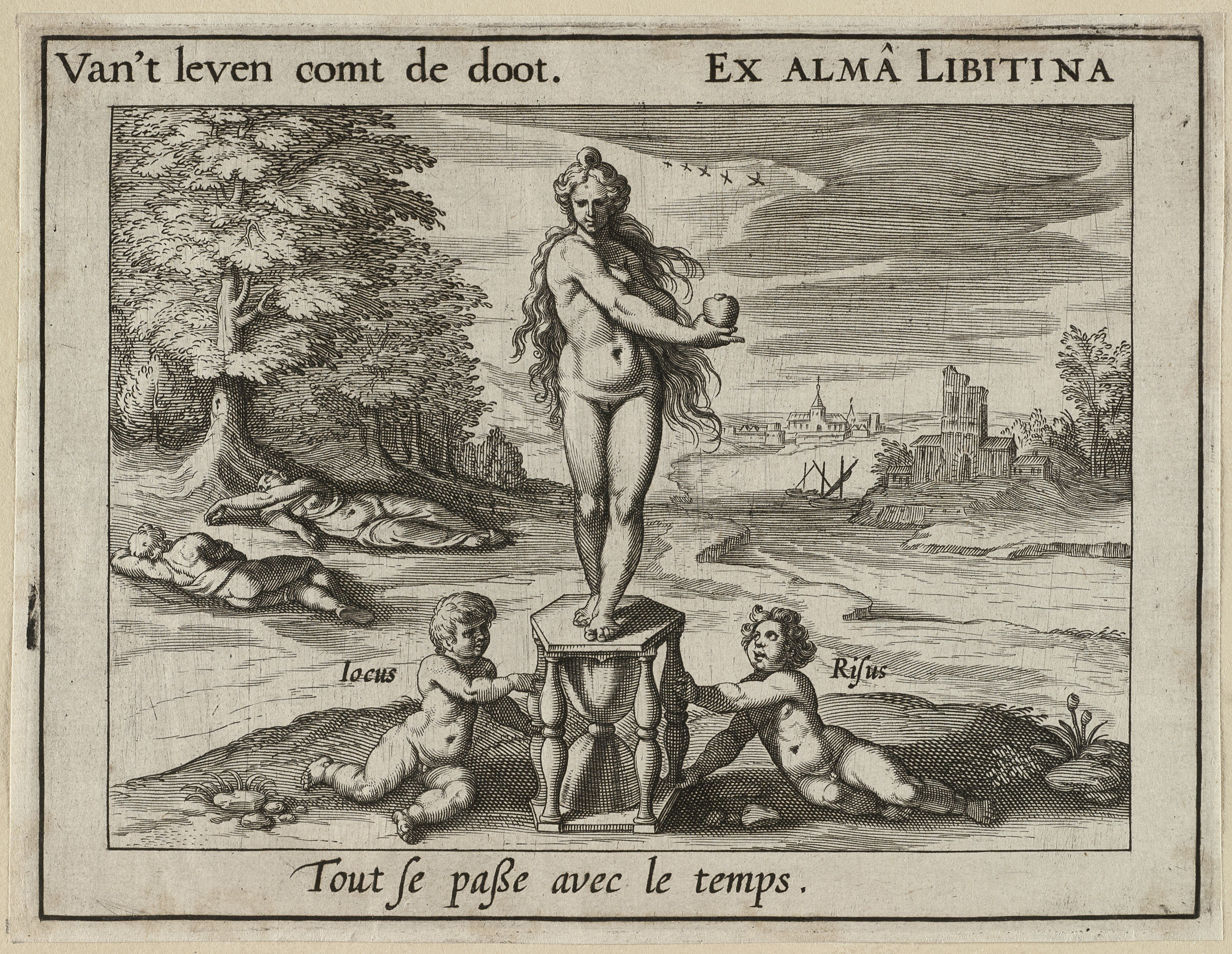
17世纪荷兰画家所画的利比蒂娜形象，标题写着“死亡来自于生命”

利比蒂娜（Libitina、Libentina或者Lubentina） 古罗马女神，司掌丧葬，故其名字成为死亡的代名词。利比蒂娜与维纳斯有关，有些作者把利比蒂娜当作维纳斯的别名。
她的圣坛附近有一树丛（可能在埃斯奎利诺山上），每逢有人死亡，该处就增贮钱币一枚。殡仪馆在该处设立营业所，每有丧葬则予以登记以资统计。据说这是由塞维乌斯·图利乌斯（Servius Tullius）所设立的。 公元 65 年的一场瘟疫期间，寺庙里记录了 30,000 人死亡。李维指出，死亡人数曾两次超过利比蒂娜圣坛的承受能力。
利比蒂娜有时被认为是伊特鲁里亚人的起源。 这个名字可能源自伊特鲁里亚语 lupu ——“死亡”。然而，瓦罗提供了拉丁词源 lubere，“取悦”，与性欲有关，试图解释女神与维纳斯的联系。 维纳斯 Lubentina 或 Libitina 可能源于对伊特鲁里亚阿尔帕努（也称为 Alpan 或 Alpnu）的认同，后者同时具有爱情女神和地狱神的特征。 伊特鲁里亚语公式 alpan turce 相当于拉丁语 libens deedit ——“自由地或自愿地给予”。 
1. ↑  Platt, Verity Jane. . Horace, Sermones 2.16.19 and Odes 3.30.7 (Cambridge, GB New York: Cambridge University Press). 2011: 355. ISBN 978-0-521-86171-7.